# アラン＝フルニエ
アラン＝フルニエ（Alain-Fournier、1886年10月3日 - 1914年9月22日）は、フランスの小説家、詩人。生前に刊行された唯一の作品『グラン・モーヌ』によって知られる。

## 生涯

### 幼年時代
1886年、アンリ＝アルバン・フルニエとしてフランス中部のシェール県の田舎町ラ・シャペル＝ダンジヨンに生まれる。3年後に妹イザベルが誕生。両親は小学校の教師で、1891年、父オーギュストが同じ県内で約100キロ南の田舎町エピヌイユ＝ル＝フルリエルの上級学校の校長に任ぜられたため一家は転出。『グラン・モーヌ』の舞台のモデルともなったその場所でフルニエは8年間、少年時代を過ごす。

### 学生時代
1898年10月、12歳になったフルニエは両親の元を離れてパリのリリセ・ヴォルテール高等中学に入学。最初の2年間は、もと父の助手だったビジャール夫人の家に下宿、その後はリセの寄宿生となる。成績は優秀だったが、大都会の孤独な生活には馴染めなかった。1901年9月、海軍になる夢を胸にブルターニュの港町ブレストの高等中学校に編入するも、1年余り後には海軍兵学校の受験を断念して、1903年1月、ブルージュのリセ(のちのアラン＝フルニエの名が冠せられる)に移り、ここでバカロレア受験に合格。この間、父はラ・シャペル＝ダンジヨンに転任、町役場で学校兼用の建物の中の官舎に住んだ（ここは『グラン・モーヌ』でモーヌ母子の住居として描かれている）。さらに10月には高等師範学校の受験準備のため、パリの南郊のラカナル寄宿学校に移る。ここで生涯の友、ジャック・リヴィエール(のち、妹イザベルと結婚)と知り合う。この時期に詩作を開始する。1905年6月1日、ある美術展を見に行ったフルニエは会場付近で母親らしい老婦人と連れ立った少女を見そめ、二人の後を追いサン・ジェルマン街の家に入るところまで見届ける。彼はこの少女の面影が忘れられず6月30日、ミサに出かける彼女を見かけて、愛を告白する。この女性が『グラン・モーヌ』のイヴォンヌ・ド・ガレーのモデルになった。名前はイヴォンヌ・ド・キエヴルクールといいパリの住人ではなく、パリの持ち家に滞在してるだけで、けっきょく二人の愛は発展しなかった。その年、フルニエは準備不足を理由に願書を出さず、1906年には高等師範学校を受験するが不合格。1907年7月24日、高等師範学校の入学試験に再度失敗し、翌日サン・ジェルマン街の家を訪れ、イヴォンヌが結婚したことを門番から教えられる。

### ロンドン滞在

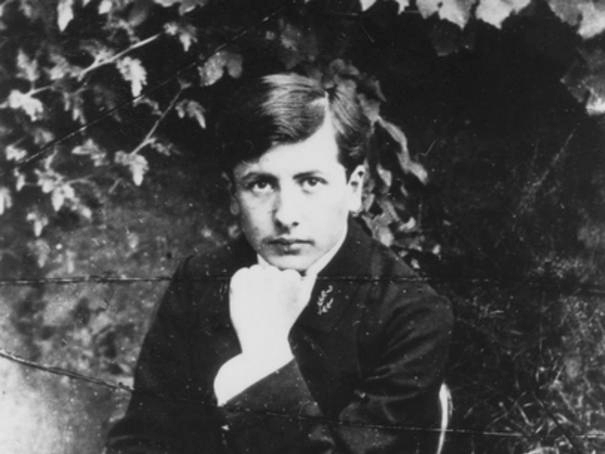
18歳のアラン＝フルニエ（1905年9月）

1905年7月の夏期休暇にリセ・ヴォルテール時代の友人の兄の紹介でA・サンダーソン氏の経営する英国の壁紙製造会社で働いた。高等師範学校を卒業後の職業として英語教師を想定していたのが英国行きの主な理由であり、またイギリスはフルニエの尊敬するディケンズの国であるというのも大いに興をそそられた。期間はおよそ2ヶ月半で、ロンドンの住まいは勤務先の役員をしていたナイチンゲール氏という人物の自宅の一室を格安で提供されており、その交換条件として氏にフランス語の家庭教師をするという条件があった。仕事は商業通信文等の手紙をフランス語は英語に、英語はフランス語に翻訳する作業だった。この英国滞在中にフルニエは自身の英語に自信をつけたようである。ラカナルでの友人がロンドンにやって来た時に、学校では英語の成績が同等であったにもかかわらず、かなりの差をつけたことをリヴィエール宛の書簡に書いている。イギリスではあまりパンを食べることができず家族宛の手紙にパンを送って欲しい旨の手紙を出しており、フランスパンの店を見つけたフルニエは野外にもかかわらず貪り食ったりしていた。滞在期間中は熱心に美術館巡りをしたり、ナイチンゲール氏と田園地帯や公園、英国庭園などを見て回り深い感銘を受けた。7月3日に始まったこの英国滞在は9月16日まで続いた。

### 創作活動
進学を諦めたフルニエは1907年12月、『ラ・グランド・ルヴュ』誌に「女の肉体（Le corps de la femme）」と題するエッセーを発表する。1908年、2年間の兵役義務を果たすため入隊。最初、ヴァンセンヌの竜騎兵第23連隊に入るが騎兵隊生活の厳しさに耐えられず、ラ・トゥール＝モブールの歩兵隊第104連隊に移してもらい、見習士官としてラヴァルで研修。1909年4月、ミランドの第88連隊に配属される。この間、『奇蹟（Miracles）』としてまとめられる詩や散文を書いた。1910年2月、セーヌ河岸で若い婦人帽子店主、ジャンヌ・ブリュノーと出会う。『グラン・モーヌ』のお針娘、ヴァランティーヌ・ブロンドーのモデルとなるこの女性との関係は2年間続くが、結局別れることになる(この破局の顛末を描いた章は『グラン・モーヌ』では切り上げられ、後に『奇蹟』に収められる)。1910年からは『新フランス評論』誌に書評を発表し始める。「パリ日報」の記者となりパリ・ジュルナル誌の文芸欄を担当するが、1912年に退社。シャルル・ペギーの紹介で女優シモーヌの夫、クロード・カジミール＝ペリエの秘書となる(なお、フルニエとシモーヌは1913年6月以来、愛人関係を結んでいる)。1913年、長年あたためてきた小説『グラン・モーヌ』を完成させ、『新フランス評論』誌の第55号から59号に連載される。12月にはエミール＝ポール兄弟書店から刊行され、ゴンクール賞の有力候補に挙げられたが受賞はしなかった。フルニエ自身は「僕は賞もお金も要らない。ただ『グラン・モーヌ』が読まれればと願っている」としたためた書簡をリヴィエールと交わしている。

### 第一次世界大戦に参戦
1914年、第二作目となる未完の小説『コロンブ・ブランシェ』に着手するが、第一次世界大戦の勃発により8月1日に召集を受け中断。翌日には中尉に昇進した。フルニエは英語の通訳として後方勤務の可能性もあったが「仲間と共に戦いたい。」と拒否した。イザベルとの手紙の中でも「美しく偉大な正義の戦争」という表現が見られる。当時の世論としては戦争は必ずしも悪ではなく、ほとんどの文学者も同じ立場を取っていた。シモーヌと共に車でミランドへ行き第288連隊に合流。この地は20歳になったフルニエが兵士としての訓練を2年間にわたって受けた場所であった。シモーヌは離婚しており、彼女との手紙のやり取りの中で、「今や君は僕の妻だ。戦争が終わったら結婚しよう。」などの約束が取り交わされている。ミランドを訪れた両親はフルニエとシモーヌが一緒にいるのを見て驚いた。両親には二人の事は何も話してなかったのである。陸軍中尉としてヴェルダン付近でドイツ軍との戦闘を指揮するが、9月22日、オード・ムーズで21人の連隊兵と共に消息不明となる。負傷してドイツ軍に連れ去られたとも言われた。生前、単行本として発表された作品は『グラン・モーヌ』だけだが、死後ジャック・リヴィエールにより、未発表の詩や小説の草稿、雑誌に発表された数篇のエッセーがまとめられ、リヴィエールの序文を付されて、1924年『奇蹟』という題で刊行された。他にはリヴィエールと取り交わした往復書簡集をはじめ、友人や家族に宛てた書簡が刊行されている。1991年になってから21名の戦友の遺体と共にドイツ軍の共同墓穴で発見され、本人と判定され、1992年11月にサン＝レミ＝ラ＝キャロンヌの陸軍墓地に埋葬された。27歳没である。

## 評価

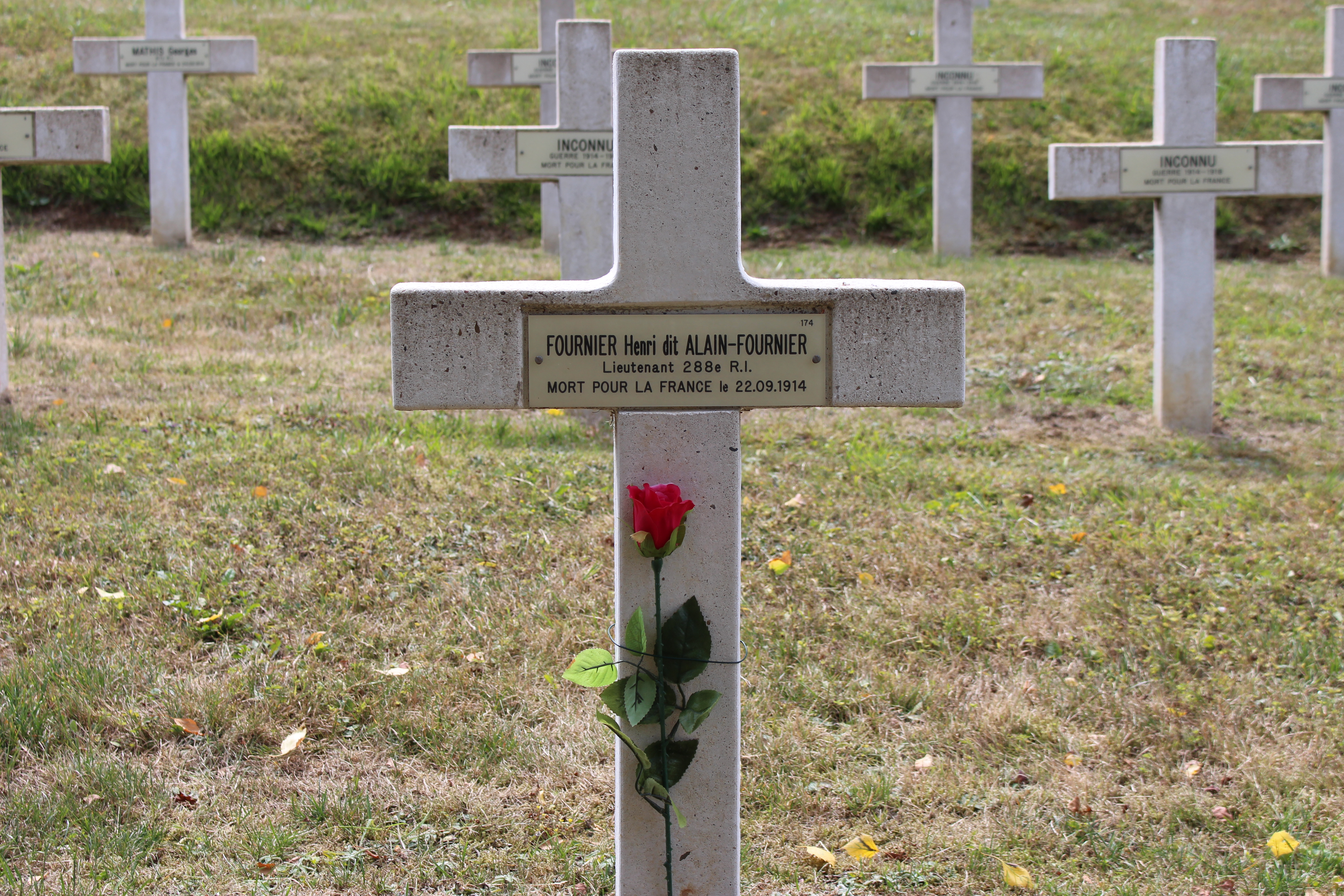
サン＝レミ＝ラ＝キャロンヌ陸軍墓地のアラン・フルニエの墓

『グラン・モーヌ』は今日まで様々な批評の対象となっており、アルベール・ティボーデからシュルレアリスト、ロベール・デスノスに至るまで広く注目され、構造主義分析、精神分析批評など、二十世紀後半に登場した最先端の批評理論によっても常に新しく分析、研究されている。三島由紀夫は本書について「少年時代の私にとって、そんなに愛着の濃い小説ではなかった・・・これは少年時代の思い出をなつかしむ小説である。少年が、少年時代の思い出をなつかしむ小説を読んで、面白がるわけがない。」と評しつつ、ヤコブセンの『ニールス・リーネ』にも比肩すると称賛している。フランスでは「1913年の刊行以来、最も広く読まれ、最もよく売れた小説の一つ」とも言われている。

## 日本語訳 一覧
邦訳は代表作『グラン・モーヌ』しかないが、訳者により題名が異なった刊行が多い。邦題『さすらいの青春』は1966年の映画化に合わせたもの。
- 『モーヌの大将』水谷謙三訳、白水社、1938年。角川文庫、1952年。偕成社（ジュニア版世界文学名作選1）1966年
  - 改題改版『さすらいの青春』角川文庫、1970年
- 『グラン・モーヌ ― ある青年の愛と冒険』長谷川四郎訳、みすず書房、1952年。新版同（大人の本棚）2005年
- 『モーヌの大将』那須辰造訳、早川書房（ウェルテル文庫）1953年
- 『さすらいの青春 ― ル・グラン・モーヌ』田辺保訳、旺文社文庫、1972年
- 『さすらいの青春』榊原晃三訳、集英社（ジュニア版世界の文学22）1975年。パロル舎（パロル DE CINEMA）1997年（上・下）
- 『ル・グラン・モーヌ-若き日のバラード』鈴木寿一訳、明治書院、1985年
- 『グラン・モーヌ』天沢退二郎訳、岩波文庫、1998年
- 『モーヌの大将』榊原直文訳注、大学書林語学文庫、1999年

## 関連書籍
- 山崎庸一郎『愛のファンタスム ― アラン・フルニエ試論』踏青社、1988年